# Artaxes IV d'Armènia
Artàxies IV o Artaxes IV d'Armènia (en armeni Արտաշես Դ) va ser rei d'Armènia de l'any 423 al 428.
Era fill de Vram-Shapuh i a la mort del seu pare el 414, quan tenia 10 anys, els Nakharar, els nobles d'Armènia, no el van acceptar com a rei..
L'any 423 després d'un període d'anarquia entre el 421 i el 423 en què el rei Shapuh d'Armènia va sortir del país per reclamar el tron persa (i va morir) i els nakharar van governar els territoris respectius sense una autoritat central, els mateixos nakharar van demanar al rei Bahram V de Pèrsia el nomenament d'Artaxes com a rei i el rei de Pèrsia els va concedir. Segons Moisès de Khorèn la iniciativa havia partit de sant Isaac el Catolicós de l'Església Armènia, i havia enviat una ambaixada als perses encapçalada pel seu propi net Vardanes II Mamiconi i l'aspet (cap de cavalleria) Simbaci Bagratuní III.
El seu regnat només va durar sis anys. El rei va demostrar des del principi una afició per les dones exagerada per l'època. Els nakharar aviat van criticar els hàbits dissoluts del rei i el van voler deposar. Isaac, el patriarca no els va secundar i els nakharark, enutjats, van enviar una delegació a la cort de Ctesifont dirigida pel monjo Surmak de Manzakert que va acusar al rei de costums dissoluts i també a Isaac. Bahram V va fer cridar Isaac i al rei Artaxes IV i els va deposar. Armènia va ser incorporada com a província a Pèrsia i Surmak va substituir Isaac com a Patriarca. L'administració d'Armènia va passar a un marzban (governador provincial). El primer va ser Veh-Mihr-Shapur d'Armènia, que va governar el país de l'any 428 al 442.